# Jacob Rabinow
Jacob Rabinow (Carcóvia, 1910 — 1999) foi um inventor ucraniano radicado nos Estados Unidos.
Inventor prolífico, obteve 230 patentes nos Estados Unidos, compreendendo grande variedade de dispositivos, mecânicos, ópticos e eletrônicos.